# Classical Gas
Classical Gas ist der Titel eines von Mason Williams komponierten Instrumentalstücks. Ursprünglich trug es den Titel Classical Gasoline. Auf der Originalaufnahme spielt Williams Gitarre und wird von einem Orchester unterstützt. Zum ersten Mal öffentlich aufgeführt wurde es in der Smothers Brothers Comedy Hour. Auf Platte veröffentlicht wurde es im Februar 1968 auf dem Album The Mason Williams Phonograph Record. Im August 1968 erreichte Classical Gas den zweiten Platz in den amerikanischen Charts und wurde über eine Million Mal verkauft. Williams nahm den Titel für sein 1970 erschienenes Album Hand Made als Solo-Gitarrenstück erneut auf. Des Weiteren nahm er 1987 eine Version mit Mannheim Steamroller auf.

## Auszeichnungen
- 1968 gewann das Stück drei Grammy Awards: Best Instrumental Composition, Best Pop Instrumental Performance und Best Arrangement, Instrumental or A Cappella.[2]
- 1998 verlieh ihm die US-Verwertungsgesellschaft Broadcast Music Incorporated (BMI) eine spezielle Auszeichnung. Das Stück wurde über 5 Millionen Mal im Radio gespielt und war damit das meistgespielte Instrumental von BMI.[3]

## Weitere Fakten
1973 wurde das Stück von der Gruppe Beggar’s Opera auf ihrem vierten Album Get Your Dog off Me! im Progressive-Rock-Stil gecovert.
Immer wieder taucht das Gerücht auf, dass Eric Clapton eine Version des Stückes aufgenommen hat, was jedoch von Williams selbst auf seiner Website dementiert wurde. Dieses Gerücht kam möglicherweise dadurch zustande, dass auf dem von Marc Shaiman und Eric Clapton komponierten Soundtrack zum Film An deiner Seite ebenfalls eine Aufnahme des Stücks zu hören ist – hier handelt es sich jedoch um die 1970 von Mason Williams aufgenommene Akustikversion.
Das Stück ist häufig auch in Fernsehserien und -filmen zu hören, so beispielsweise in je einer Folge der Serien Die Simpsons, Frasier, American Dad, Wild Palms, Das Damengambit und Clarkson’s Farm.
Zur Bundestagswahl 1976 setzte die FDP Classical Gas in ihren TV-Wahlwerbespots ein.
Ebenfalls 1976 veröffentlichte der US-amerikanische Synthesizer-Pionier Larry Fast auf Sequencer, seinem zweiten unter dem Projektnamen Synergy erschienenen Soloalbum, eine Coverversion von Classical Gas. Eine frühe Version des Titels ist auch auf der britischen Version (nicht aber der US-amerikanischen) von Fasts Debüt-Album Electronic Realizations For Rock Orchestra von 1975 enthalten.
Der deutsche Liedermacher Rolf Zuckowski adaptierte die Musik für seinen 2000 erschienenen Song Gib mir mein Glück zurück (Kinder werden groß).